# الرقابة في إيطاليا
في إيطاليا، يكفل دستور عام 1948 حرية الصحافة. كما طبقت وفرضت الرقابة على الصحافة في إيطاليا، لا سيما خلال عهد نظام بينيتو موسوليني الفاشي (1922-1945).

## الرقابة في إيطاليا تحت حكم الفاشية (1922-1944)
الرقابة في إيطاليا لم تنشأ وتظهر مع الفاشية، ولم تنته بنهايتها، ولكن كان لها تأثير كبير في حياة الإيطاليين تحت حكم النظام.
وكانت الأهداف الرئيسية تتلخص في:
- السيطرة على المظهر العام للنظام، والتي طُبقت بحذف أي مضمون قد يسمح بالمعارضة أو الشكوك حول الفاشية.

- التحقق المستمر من الرأي العام.

- إنشاء أرشيفات وطنية ومحلية يتم فيها إيداع ملف لكل مواطن وتصنيفه وفقًا لأفكاره وعاداته وعلاقاته وأي أفعال أو مواقف مخزية نشأت؛ وبهذه الطريقة، استخدمت الرقابة كأداة للضبط.

### الرقابة في وسائل التواصل العامة
حاربت الرقابة المحتوى الإيديولوجي والانهزامي، وأي عمل أو محتوى آخر قادر على فرض أفكار ثقافية مزعجة.
هذا الفرع من النشاط كان يحكمه في الأساس وزارة الثقافة الشعبية. هذه الإدارة كان لها صلاحية في التحكم في كل ما يمكن أن يظهر في الصحف والإذاعة والأدب والمسرح والسينما، وبشكل عام أي شكل آخر من أشكال التواصل أو الفن.
مسألة مهمة بشأن مسألة الرقابة على استخدام اللغات الأجنبية: حظرت فعليا اللغات الأجنبية ضمن إطار «أوتارتشيا» (المناورة العامة للاكتفاء الذاتي)، كما أن أي محاولة لاستخدام كلمة غير إيطالية أدت إلى إجراء اتخاذ رقابي رسمي. يمكن اكتشاف نبرة هذا الحظر في دبلجة جميع الأفلام الاجنبية التي بُثّت على إذاعة راي (المملوكة للدولة الايطالية): نادرًا ما يُستخدم شرح مكتوب لأحداث العرض. بيد أن الرقابة لم تفرض قيودًا ثقيلة على المطبوعات الأجنبية، وكان العديد من الكتاب الأجانب قابلين للقراءة بحرية. كان بوسع هؤلاء الكتاب زيارة إيطاليا بحرية، بل وحتى أن يكتبوا عنها، دون أن يبلغوا عن أي مشاكل.
وفي عام 1930، منع توزيع الكتب التي تحتوي على أيديولوجيات ماركسية أو اشتراكية أو لاسلطوية، ولكن يمكن جمع هذه الكتب في المكتبات العامة في أقسام خاصة لا تكون مفتوحة للجمهور. نفس الشيء حدث للكتب التي كانت متتابعة. ويمكن قراءة جميع هذه النصوص بموجب إذن لأغراض علمية أو ثقافية، ولكن يقال إن الحصول على هذا الإذن كان سهلًا جدًا. وفي عام 1938، كانت هناك حرائق عامة للكتب المحرمة، فرستها ميليشيات الفاشيين، أي عمل يحتوي مواضيع عن الثقافة اليهودية، والماسونية، والشيوعية، والأفكار الاشتراكية، أزيلت أيضًا من المكتبات. ولتجنب عمليات التفتيش التي تقوم بها الشرطة، فضل الكثير من أمناء المكتبة إخفاء أو بيع النصوص بشكل خاص، والتي وجدت في كثير من الحالات في نهاية الحرب.

### الرقابة والصحافة
ويقال إن الصحافة الإيطالية فرضت رقابة على نفسها قبل أن تتمكن لجنة الرقابة من القيام بذلك. وفي الواقع، كانت الإجراءات المتخذة ضد الصحافة قليلة جدًا، ولكن لوحظ أنه بسبب تنظيم الصحافة الهرمي، كان النظام يشعر بالأمان التام، إذ يسيطر عليه بتسمية مباشرة للمديرين والمحررين.
كان أغلب المفكرين الذين عبروا عن مناهضتهم للفاشية بعد الحرب بحرية من الصحفيين أثناء سيطرة الفاشية، وكان بوسعهم أن يجدوا على نحو مريح طريقة للعمل في نظام حيث تأتي الأخبار مباشرة من الحكومة، بواسطة ورق النسيج الذي يستخدم لإنتاج أكبر عدد ممكن من النسخ باستخدام الآلات الكاتبة ذات ورق الكربون. ولم يكن من الضروري سوى التكيف مع أشكال وأنماط كل جمهور مستهدف.

### الرقابة في وسائل الاتصال الخاصة
من الواضح تمامًا أن أي مكالمة هاتفية كانت عرضة لخطر التعرض للاعتراض، وأحيانًا كانت تقاطعها الرقابة.
وكان الحديث السار في الهواء محفوفًا بالمخاطر حقا، حيث تعامل قسم خاص من المحققين مع ما يقوله الناس على الطرق؛ من الواضح أن إدانة رجل شرطة متخف في نهاية المطاف كان من الصعب دحضها، كما أبلغ العديد من الأشخاص عن اتهامهم زورًا بمشاعر معادية للوطن، لمجرد اتهامهم بمصالح شخصية من الجاسوس. ونتيجة لهذا فإن الناس كثيرًا ما يتجنبون التحدث علنًا بعد المرة الأولى.

### الرقابة العسكرية
أكبر كمية من الوثائق عن الرقابة الفاشية تأتي من اللجان العسكرية للرقابة.
ويرجع هذا أيضًا إلى بعض الحقائق: في البداية كانت الحرب سببًا في إبعاد العديد من الإيطاليين عن ديارهم، الأمر الذي أدى إلى الحاجة إلى الكتابة إلى أسرهم التي لم تكن موجودة من قبل. ومن ناحية أخرى، وفي حالة من الانتقاد كحرب، من الواضح أن السلطات العسكرية اضطرت إلى القيام بنشاط كبير للسيطرة على المعارضة الداخلية، والجواسيس أو الانهزاميين (الأكثر أهمية). وأخيرًا، لم يكن بوسع نتيجة الحرب أن تسمح للفاشيين بإخفاء أو حذف هذه الوثائق (التي كان من المفترض أن تكون قد حدثت في وثائق أخرى قبل الحرب)، التي ظلت في مكاتب عامة حيث عثرت عليها قوات الاحتلال. لذا فقد بات بوسعنا الآن أن نقرأ الآلاف من الرسائل التي أرسلها الجنود إلى أسرهم، ولقد كشفت هذه الوثائق عن كونها موردًا فريدًا من نوعه لعلم الاجتماع (والمعرفة العامة بشأن هذه الأوقات).

## الرقابة في إيطاليا حديثًا
من أهم حالات الرقابة في إيطاليا منع حلقة من برنامج لو آين التلفزيوني تظهر تعاطي الكوكايين في البرلمان الإيطالي. كما هو الحال مع جميع وسائل الإعلام الإيطالية الأخرى، يعتبر التليفزيون الإيطالي على نطاق واسع داخل وخارج البلاد مسيسًا صراحةً. وفقًا لاستطلاع أجري في ديسمبر 2008، 24% فقط من الإيطاليين يثقون ببرامج الأخبار التلفزيونية، مقارنة مع المعدل البريطاني البالغ 38 في المائة، مما يجعل إيطاليا واحدة من ثلاث دول فقط تم فحصها حيث تعتبر المصادر على الإنترنت أكثر موثوقية من تلك التي توفرها أجهزة التلفاز للمعلومات.
فرضت إيطاليا حظرًا على بيع الكتب الأجنبية عبر الإنترنت (في انتهاك لقواعد السوق في الاتحاد الأوروبي) من خلال فرض تعديلات على ملفات مقدمي خدمات الإنترنت الإيطاليين. تقوم إيطاليا أيضا كغيرها من سائر الدول بمنع الوصول إلى المواقع الإجرامية التي تحتوي على مواد للاستغلال الإباحي الأطفال.